# Roger Vandercruse

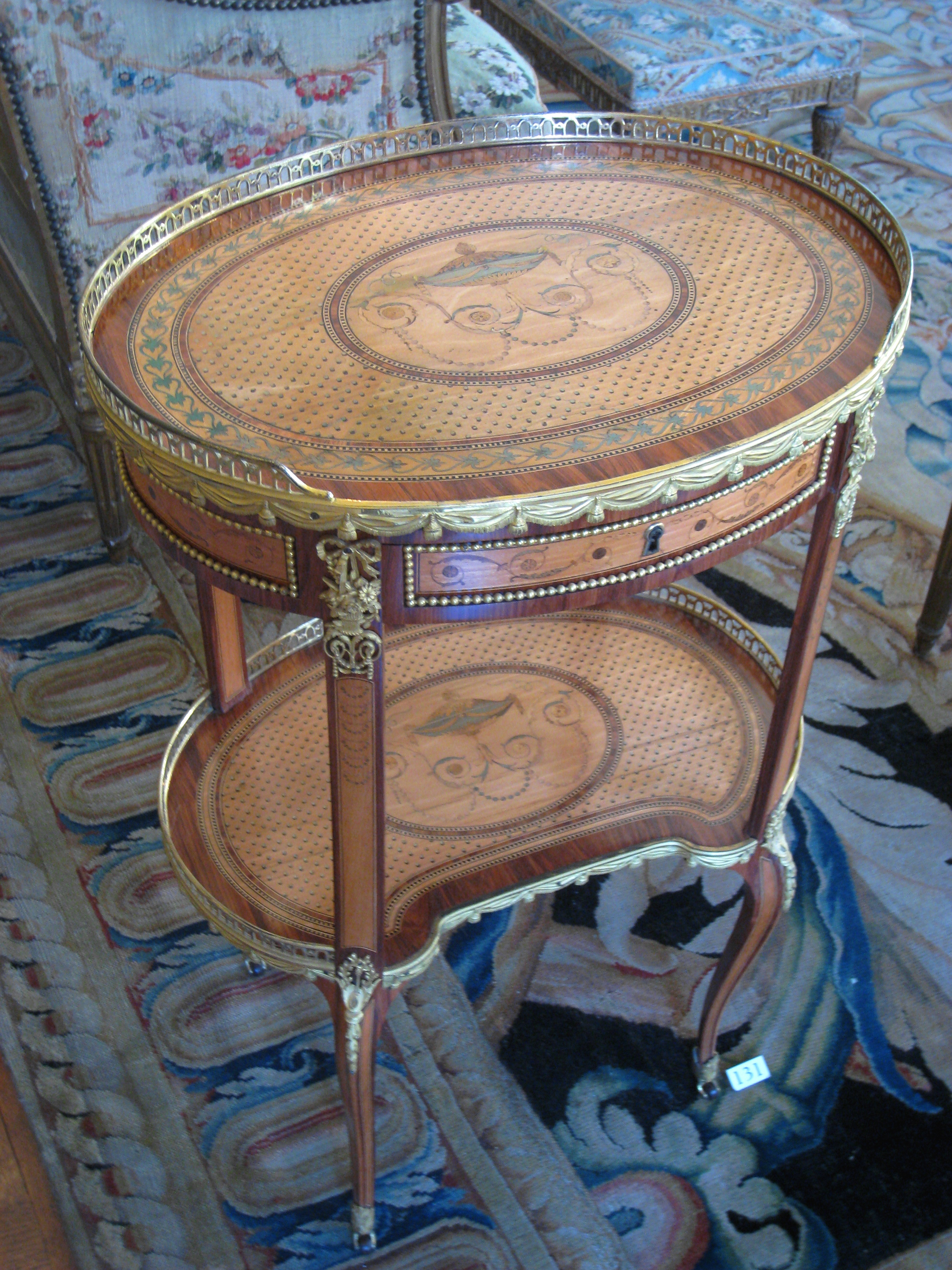
Table (vers 1775), Paris, musée Nissim-de-Camondo.

Roger Lacroix (1728 - 19 mai 1799) était également appelé Roger Vandercruse selon le patronyme flamand de son père, son estampille était ses initiales RVLC R(oger) V(van) L(a) C(roix). Selon Salverte il "compta parmi les grands ebenistes de sa generation."    

## Biographie
Roger Vandercruse est un ébéniste célèbre de la noblesse parisienne qui fournit le duc d'Orléans, Madame du Barry, le roi Louis XVI et la cour en général. Reçu maître en 1755, Roger Vandercruse fut l'un des grands représentants du style Transition. Ses meubles, très décorés par des marqueteries et des incrustés d'acajou, avaient plus souvent une finalité décorative qu'utilitaire. Ses petites tables étaient célèbres avec leur marqueterie et leurs bronzes à l'antique, des éléments influencés par Jean-François Oeben (1721-1763), « ébéniste du Roy » et premier époux de sa sœur, Françoise-Marguerite, le second époux étant un autre célèbre ébéniste Jean-Henri Riesener.

## Œuvres dans les collections publiques
Aux États-Unis
- New York,  Frick Collection : commode ornée de marqueterie à motifs en chêne et acajou avec plateau de marbre sarancolin de Gilles Joubert et Roger Vandercruse, exécutée en 1769 pour Mademoiselle Victoire, quatrième fille de Louis XV.

En France
- Paris, musée Nissim-de-Camondo.
- Versailles, château de Versailles : un grand nombre de ses œuvres y sont conservées.